# Zoran
Zoran je mužské křestní jméno slovanského původu, četné zejména v zemích bývalé Jugoslávie, obzvláště pak v Srbsku. Jde o mužskou podobu křestního jména Zora, které se vykládá jako jitřenka. Rovněž jde o domáckou podobu málo početného jména Zoroslav, které se vyskytuje převážně na Slovensku. Podle chorvatského kalendáře má jméno tři svátky: 1. března, 26. června a 19. července.
Kromě jména Zora je ženská podoba také Zorana, Zoranka nebo Zorica.

## Počet nositelů
V roce 2014 žilo na světě přibližně 212 586 nositelů jména Zoran, z nichž 91 % žije na území bývalé Jugoslávie. V Srbsku jde o druhé nejčastější křestní jméno.
| Stát                | Četnost | Pořadí |
| ------------------- | ------- | ------ |
| Srbsko              | 132 845 | 2.     |
| Chorvatsko          | 19 699  | 46.    |
| Bosna a Hercegovina | 16 354  | 16.    |
| Severní Makedonie   | 12 117  | 10.    |
| Černá Hora          | 5 183   | 6.     |
| Slovinsko           | 4 791   | 139.   |
| Kosovo              | 2 458   | 153.   |

## Vývoj popularity
Nejvíce populární bylo jméno Zoran v Chorvatsku v 50. až 80. letech 20. století. V 70. letech začala popularita jména postupně klesat, pokles se urychlil v 80. letech. Nejvíce populární bylo v roce 1967, ve kterém se narodilo 3,7 % nositelů žijících k roku 2013. V současnosti je již jméno mezi novorozenci poměrně vzácné, k roku 2013 činila popularita jména pouze 0,05 %.

## Známé osobnosti
- Zoran Danoski – severomakedonský fotbalista
- Zoran Đinđić – srbský premiér
- Zoran Đorđević – srbsko-brazilský filmový režisér
- Zoran Ferić – chorvatský spisovatel
- Zoran Gajić – srbský fotbalista
- Zoran Helbich – chorvatský basketbalista
- Zoran Janković – slovinský politik
- Zoran Jovanoski – severomakedonský fotbalista
- Zoran Kokot – bosenský fotbalista
- Zoran Lilić – srbský politik a jugoslávský prezident
- Zoran Milanović – chorvatský politik, od roku 2020 prezident Chorvatska
- Zoran Milutinović – bosenský fotbalista
- Zoran Polič – slovinský právník a politik
- Zoran Primorac – chorvatský stolní tenista
- Zoran Štaklev – severomakedonský architekt
- Zoran Zaev – severomakedonský předseda vlády